# Astiphromma aquilonare
Astiphromma aquilonare là một loài tò vò trong họ Ichneumonidae.